# Eads (Colorado)
Eads település az Amerikai Egyesült Államok Colorado államában, Kiowa megyében, melynek megyeszékhelye is. Lakosainak száma 672 fő (2020. április 1.).

## Népesség
A település népességének változása:

| 2010 | 609 |
| 2020 | 672 |